# Villenavotte
Villenavotte – miejscowość i gmina we Francji, w regionie Burgundia-Franche-Comté, w departamencie Yonne.
Według danych na rok 1990 gminę zamieszkiwało 147 osób, a gęstość zaludnienia wynosiła 66 osób/km² (wśród 2044 gmin Burgundii Villenavotte plasuje się na 764. miejscu pod względem liczby ludności, natomiast pod względem powierzchni na miejscu 1356.).